# Хамийска котловина
Хамийската котловина (на китайски: 哈密盆地; на пинин: Hāmì Péndì) е пустинна междупланинска котловина в Западен Китай, в Синдзян-уйгурския автономен регион. Разположена е между крайните източни разклонения на планината Тяншан на север и планината Бейшан на югоизток и попада в пределите на обширната пустинна равнина Гашунска Гоби. Дължината ѝ от изток на запад е около 300 km, ширината – до 100 km. Състои се от три безотточни падини с минимална надморска височина 81 m. Повърхността ѝ е заета от солончаци и обширни пясъчни масиви. В западната ѝ част духат интензивни местни ветрове (т.нар. „Долина на бесовете“) с участъци от дефлационни форми на релефа (т.нар. „еолови градове“). По северната ѝ периферия има няколко оазиса, в които на базата на плитко залягащите грунтови води се отглеждат дини, лозя, овощия. Разработват се находища на каменни въглища. В североизточната ѝ част е разположен град Хами.